# Akkigund, Shirhatti
Akkigund là một làng thuộc tehsil Shirhatti, huyện Gadag, bang Karnataka, Ấn Độ.